# Massey Ferguson
Massey Ferguson Limited es una empresa estadounidense dedicada a la fabricación de equipos para la agricultura. Se formó de la fusión entre la canadiense Massey Harris y la norirlandesa Ferguson Tractor Company en 1953. Luego una serie de dificultades financieras llevaron a la compañía al achicamiento y luego a la quiebra de la firma en la década de 1990.[cita requerida]
Hoy la compañía existe como una marca comercial, utilizada por AGCO Corporation y es una de las principales marcas en maquinaria agrícola.

## Historia

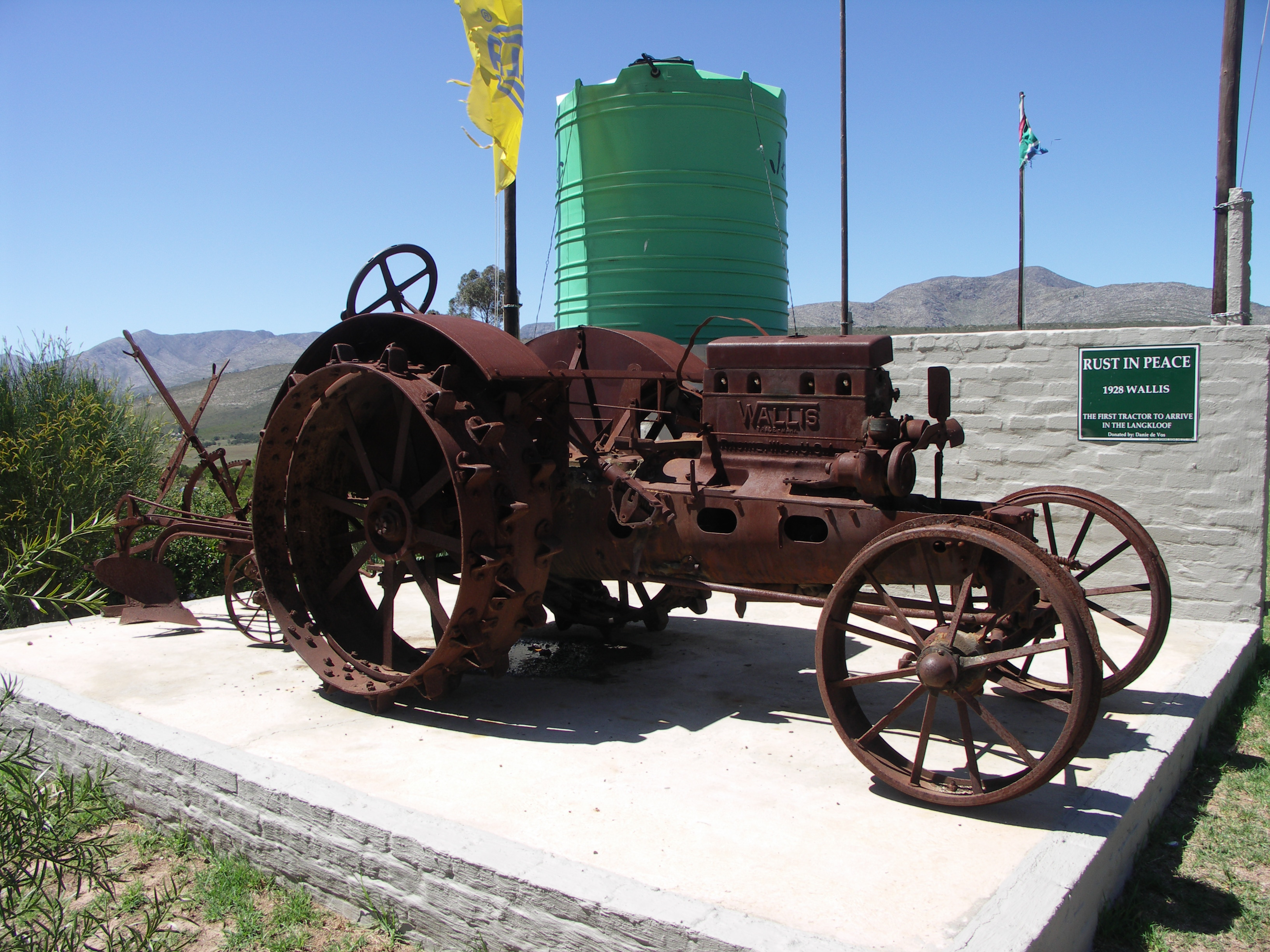
Tractor Wallis de 1928. La compañía Wallis había sido comprada por M-H el año anterior.

### Massey Manufacturing Co.
La empresa fue fundada en 1847 en Newcastle, Ontario por Daniel Massey como la Newcastle Foundry and Machine Manufactory. Comenzó fabricando algunas de las primeras cosechadoras mecánicas del mundo, primero ensamblando partes provenientes de los Estados Unidos y finalmente diseñando y fabricando sus propios equipos. La firma fue expandida por Hart Almerrin Massey quien la renombró como Massey Manufacturing Co. y en 1879 se mudó a Toronto, donde prontamente se convirtió en una de las principales empleadoras de la ciudad. Tras una progresiva expansión, Massey comenzó a vender internacionalmente. La firma se benefició de los incentivos estatales para competir contra los productos estadounidenses.

### Massey-Harris Co.

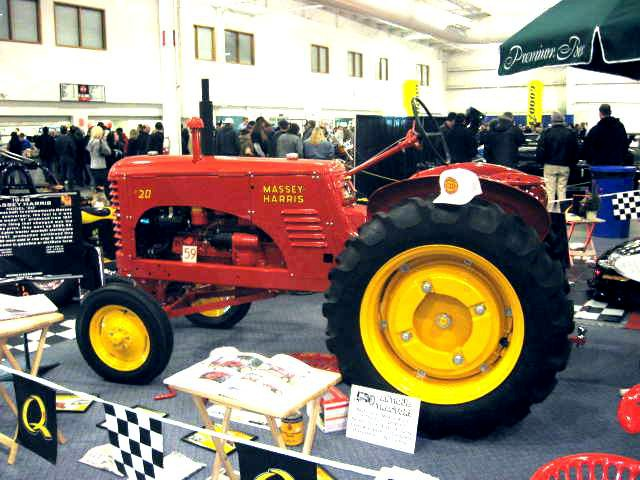
Un Massey-Harris de 1948 restaurado. Modelo inmediatamente anterior a la fusión con Ferguson.

En 1891, Massey se fusionó con la A. Harris, Son & Co. Ltd. para devenir en la Massey-Harris Co., y se convirtió en la mayor fabricante de equipos agrícolas del imperio británico. En 1910, la compañía adquirió la empresa Johnston Harvester Company de Batavia (Nueva York) y se convirtió en una de las primeras multinacionales de Canadá. En 1927 Massey-Harrys compró la norteamericana Wallis, y continuó fabricando tractores con el nombre de Wallis, pero introduciendo pequeñas mejoras. En la década de 1930, introdujo la primera cosechadora autopropulsada. Massey Harris también produjo uno de los primeros tractores de tracción integral. Los hijos de Hart Massey, Charles, Chester, Walter, y Fred se implicaron en el negocio, pero fueron la última generación de la familia Massey en dirigir la compañía. Otros miembros de la familia se dedicaron a otros menesteres: por ejemplo, Vincent Massey fue gobernador general de Canadá y Raymond Massey fue un actor de renombre en los Estados Unidos.

### Massey-Harris-Ferguson Co.
En 1953, la compañía se fusionó con la Ferguson Company y se llama "Massey-Harris-Ferguson", antes de adoptar finalmente su nombre actual en 1958. Pero rápidamente comienzan sus declives financieros, merced a una mayor competencia internacional, y una menor trascendencia de los agro negocios en la economía mundial.[cita requerida]
En 1959, Massey compra el 100% de la empresa Landini, de origen italiano. Landini hizo muchos modelos para la Massey, en especial los modelos viñateros y crawlers. Massey vendió el 66% a ARGO SpA en 1989, y el resto a la AGCO en 2000. ARGO y AGCO trabajan y se colaboran mutuamente en la actualidad, siendo Massey Ferguson una marca AGCO.[cita requerida]
En 1966, Massey adquirió el 32% de la Española Ebro, o Motor Ibérica. Ebro había producido anteriormente los tractores para la Ford bajo licencia, pero ahora comenzó a producir modelos para la Massey bajo licencia. Massey luego vendió sus acciones a la Nissan en los años ochenta.[cita requerida]
A principios de 1969, Massey Ferguson comenzó la producción de móviles para la nieve con el nombre "Ski Whiz", pero solo hasta 1977, cuando declinaron las ventas.
El 16 de agosto de 1978, el inversor Conrad Black entró en la dirección de Massey Ferguson.
En 1971, compró las operaciones mundiales de la alemana Rheinstahl Hanomag, ingresando en muchos mercados donde hacía mucho tiempo que no ofrecía sus productos o no estaba presente, como el caso de Argentina (donde se hace cargo de la filial local de Hanomag, la Rheinstal Hanonag-Cura) reemplazando en 1972 por completo la gama de tractores Hanomag por la de Massey Ferguson.[cita requerida]
En 1973, Massey compró la alemana Eicher, básicamente para la viñatería.

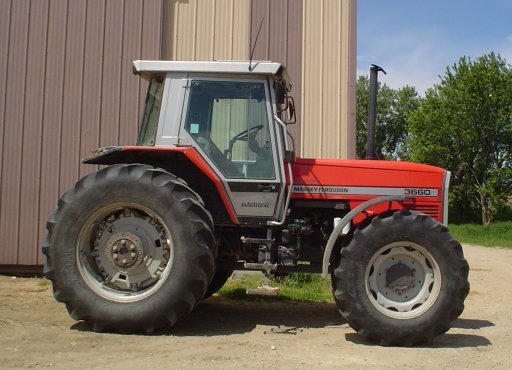
Massey Ferguson MF 3660 de principios de los 1990.

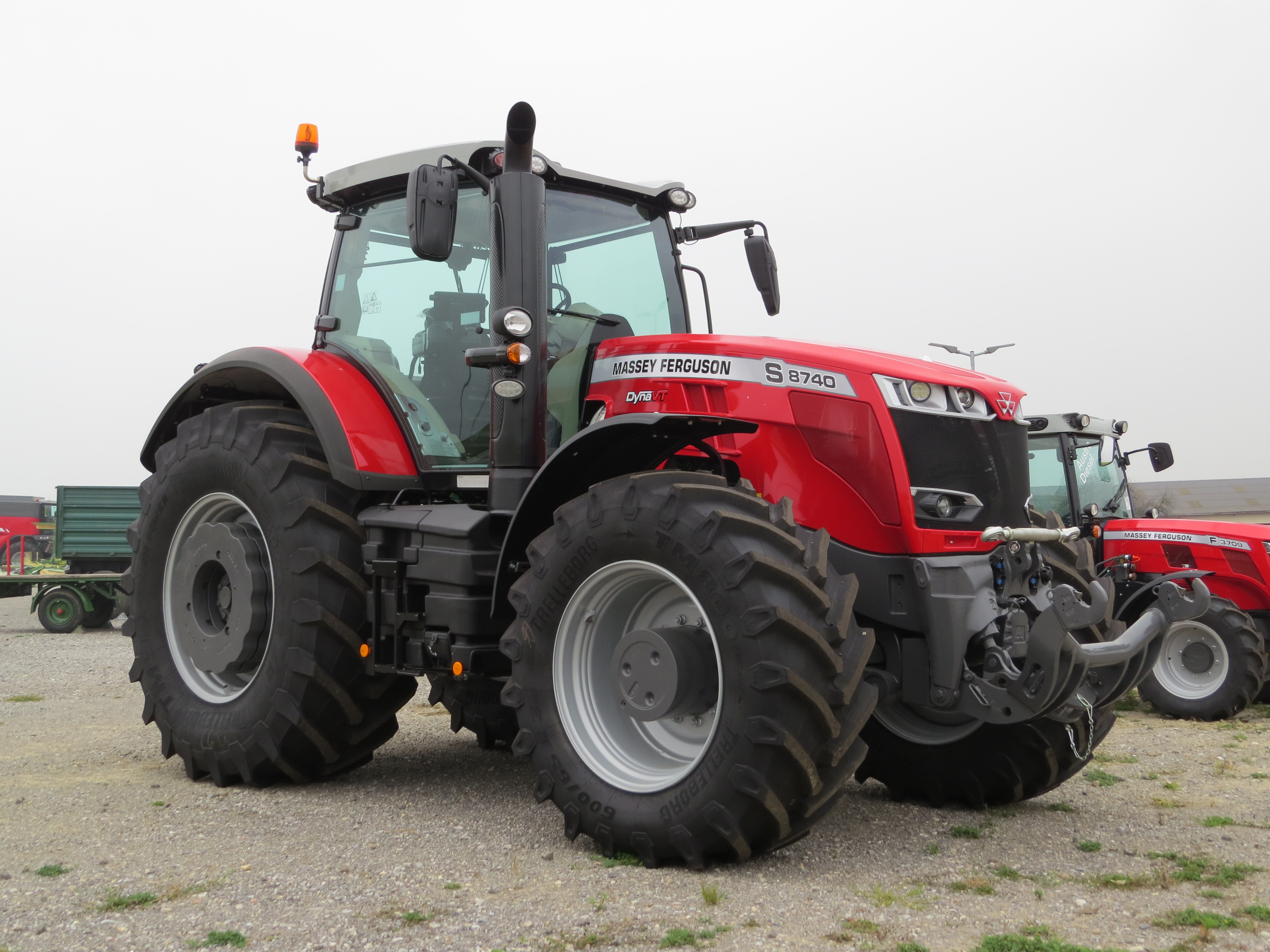
Massey Ferguson 8740 S

En 1981, Black acordó un rescate para la colapsada compañía y la vendió al grupo inversor Varity Corporation. A mediados de 1980, Varity vendió unidades de producción deficitarias, algunas de ellas adquiridas por J.I.Case en 1997.[cita requerida]
A pesar de todo, en este tiempo Massey Ferguson estaba vendiendo un 25% más de tractores que sus competidores más cercanos. En 1994, la división de Varity fue comprada por la estadounidense AGCO Corporation, continuadora de las líneas con la marca Massey-Ferguson. En agosto de 1996, Varity se fusionó con Lucas Automotive para formar LucasVarity.[cita requerida]

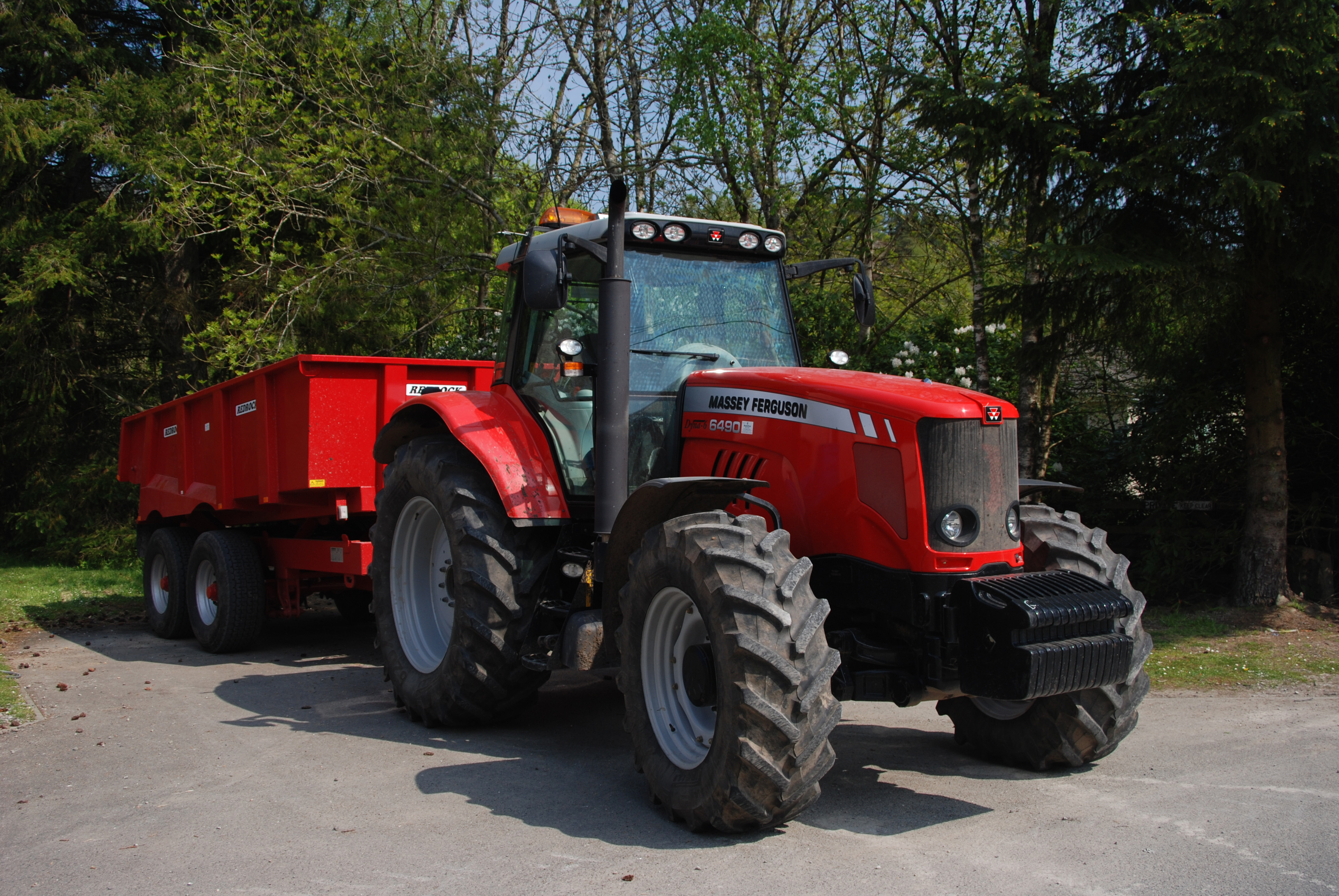
Moderno Massey Ferguson de la primera década del. Modelo MF 6490.

Después de una serie de fusiones y compras, el resto de LucasVarity fue comprado por la estadounidense TRW.